# Garwolin
Garwolin este o comună și un oraș de pe râul Wilga din estul Poloniei, capitala powiatului Garwolin, situat în partea de sud-est a podișului Garwolin din Voievodatul Mazovia (din 1999; în anii 1975–1998 a aparținut de Voievodatul Siedlce). Orașul Garwolin  se află la 62 de kilometri sud-est de Varșovia și la 100 de kilometri nord-vest de Lublin. În oraș locuiesc aproximativ 16.000 de locuitori. Orașul se află la coordonatele 51°54′N 21°38′E / 51.900°N 21.633°E, la intersecția Autostrăzii S17 cu Drumul Național 76. 

## Etimologie
Numele Garwolino apare scris în documente medievale din 1386 și 1404. Provine de la numele personal Garwoł. Printre locuitori, este populară o legendă care leagă numele orașului cu Gawron (ciorile).

## Istorie
Urmele unei așezare pe terenurile din limitele actuale ale orașului Garwolin au o vechime de peste 2000 de ani, adică din epoca fierului. Se consideră că Garwolin a primit statutul său de oraș în 1423, dar nu se cunoaște data exactă; este aproape sigur că documentul din 1423 nu era decât o recunoaștere a acordării anterioare statutului său de oraș. A fost un Orașul Regal al Coroanei Regatului Poloniei. În timpul Potopului (1655–1660) pierderile au depășit 90%.  
Din 1539, capitală a powiatului din regiunea Czersk, Garwolin a fost un centru semnificativ al artizanatului și comerțului. În 1565, a avut 260 de case, 69 de grădini și 230 de meșteri, printre care 24 de cizmari, 12 croitori, 9 pielari, 22 fierari, 7 pălărieri, 3 croitori, 3 dogari, 6 croitori, 3 vopsitori, 6 tâmplari, 3 rotari și 63 de berari. În acea perioadă, Garwolin era faimos pentru prepararea unei beri nefiltrate.
În 1795, după a treia împărțire a Poloniei, orașul a făcut parte din partea austriacă în timpul războaielor napoleoniene din Ducatul Varșoviei, după Congresul de la Viena din 1815 în partea ocupată de Rusia, numită Polonia Congresului (1815-1831).
Construcția Șoselei Lublin (Szosą Lubelsk) în 1835 și a căii ferate a fluviului Vistula Varșovia - Lublin în 1877 au contribuit la dezvoltarea orașului.
La 22 martie 1863, Insurecția poloneză din Ianuarie a încercat fără succes să cucerească Garwolin apărat de armata rusă. În 1892-1914, al 37-lea (13-lea) regiment de dragoni al armatei țariste a fost staționat în Garwolin.
În 1905 au avut loc greve și demonstrații țărănești. În timpul Primului Război Mondial, un avanpost al Organizației Militare Poloneze a operat în noiembrie 1918 și a dezarmat soldații germani staționați aici, a existat și un consiliu al reprezentaților muncitorilor.
În timpul bătăliei de la Garwolin, de la 16 august 1920, s-a distins Stanisław Szaliński (mai târziu șef de contrainformații militare în anii 1930-1939). Comandând un pluton de mitraliori al Regimentul 58 infanterie, el a pus inamicul pe fugă, în urmărirea unității bolșevice, el a atacat cazarma din Garwolin. Datorită asaltului îndrăzneț, a pus mâna pe armele și munițiile rușilor și a luat 300 de prizonieri. Apoi a apărat cu succes cazarmă împotriva cavaleriei înaintate a inamicului.
În  perioada 17-18 august 1920, în timpul bătăliei de la Varșovia, trupele lui Józef Piłsudski au fost staționate, după ce a comandat un contraatac spre Wieprz la 16 august.
În anii 1921–1939, primul regiment de cavalerie numit după Raszyński (numit neoficial după împăratul Napoleon I) a fost staționat aici. În anii 1925-1926 în Garwolin și în împrejurimi, Partidul Țărănesc Independent (în poloneză Niezależna Partia Chłopska) a avut un impact mare asupra societății.
În timpul celui de-al Doilea Război Mondial și al ocupației naziste a Poloniei, aproximativ 70% din oraș a fost distrus. Orașul și powiatul au fost administrate de Kreishauptmann-ul Karl Freudenthal, care a fost responsabil de uciderea a peste 1000 de locuitori, deportarea a câtorva mii de polonezi locali în lagărele de concentrare naziste și ca forță de muncă ca sclavi în Germania nazistă și de transferul evreilor locali în diverse ghetouri din regiune. Pentru crimele sale de război, Karl Freudenthal a fost condamnat la moarte de Rezistența poloneză, iar pedeapsa a fost executată de Armia Krajowa la 5 iulie 1944, ca parte a Operacja Główki („Operațiunea Capul Morții”).
La sfârșitul lunii iulie 1944, Armata a 2-a de Tancuri de Gardă a Armatei Roșii (în rusă 2-я гвардейская танковая армия), sub comanda lui Alexei Radzievsky, a învins Divizia 73 de infanterie germană la Garwolin, prinzându-l pe comandantul acesteia, Friedrich Franek.
După al Doilea Război Mondial, Garwolin a fost refăcut și extins. Biserica neo-barocă a Schimbării la Față din Garwolin, care datează de la sfârșitul secolului al XIX-lea - începutul secolului al XX-lea, este o clădire notabilă (biserica apare în imaginea din infocasetă).

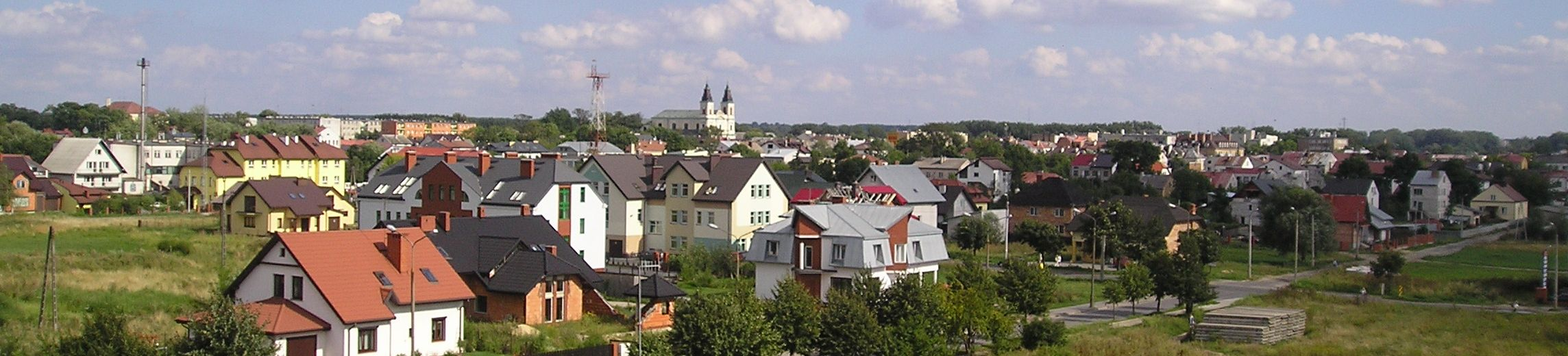
Panoramă a orașului Garwolin

## Educație
În oraș se găsesc:
- liceul Józef Piłsudski,
- două școli profesionale,
- Academia de Management din Łódź, filiala din Garwolin.

## Economie
În orașul Garwolin se află un centru al industriei și serviciilor; industrie de mașini, mijloace de transport, industrie alimentară (cooperativă de lapte, carne), articole de îmbrăcăminte, piele, materiale de construcții, mobilier și produse cosmetice. 

## Transport

### Drumuri
- Autostrada S17 : direcția Varșovia - Garwolin - Lublin - Hrebenne,
- Drumul național 76: direcția Łuków - Garwolin - Wilga.

### Cale ferată
Gara Garwolin este situată 5 km în vestul centrului orașului, în satul din apropiere Wola Rębkowska, pe ruta feroviară Warszawa - Lublin. 

## Sport și cultură
- Cinema 3D „Wilga”,
- Centrul de sport și cultură,
- Piscina "Garwolanka",
- Clubul sportiv Wilga Garwolin